# William Fettes
William Fettes, 1er baronnet (25 juin 1750 - 27 mai 1836) est un homme d'affaires et philanthrope écossais, qui laisse un héritage qui conduit à la fondation du Fettes College, à Édimbourg.

## Biographie
La famille Fettes est originaire du nord-est de l'Écosse, où le nom peut être rencontré dans des variantes telles que « Vettese » (cf. l'écrivain écossais Raymond Vettese), « Fittes », « Fettis » et « Fiddes ».
William Fettes est né le 25 juin 1750, fils aîné de Margaret, fille de James Rae, et de William Fettes, un marchand d'Édimbourg. À l'âge de 8 ans, il fréquente la Royal High School d'Édimbourg. À l'âge de 18 ans, il se lance dans les affaires en faisant le commerce du vin et du thé dans des locaux de High Street. En 1787, il épouse Maria Malcolm et en 1788 naît leur fils unique, William Fettes (1788-1815). Sa vie correspond à une période d'expansion économique en Écosse et, au début des guerres napoléoniennes, il est idéalement placé pour établir des relations avec Durham, Leeds et Newcastle, devenant souscripteur, entrepreneur militaire et, en 1800, directeur de la British Linen Company.
Marchand et souscripteur, Fettes vit non loin de l'emplacement actuel du Fettes College sur Comely Bank, dans le quartier de Stockbridge à Édimbourg. Il gagne son argent en vendant du thé pendant les guerres napoléoniennes et l'utilise pour acheter le domaine de Comely Bank. Il vit alors à la Comely Bank dans le quartier de Stockbridge à Édimbourg et il possède d'autres domaines qu'il a achetés, et se retire du commerce en 1800 pour s'occuper de ces intérêts. Il est impliqué dans de nombreuses œuvres caritatives publiques et dans le bien-être général d'Édimbourg, en tant que Lord Provost d'Édimbourg de 1804 à 1806. Il devient baronnet de Whamphrey dans le comté de Dumfries le 13 juin 1804.

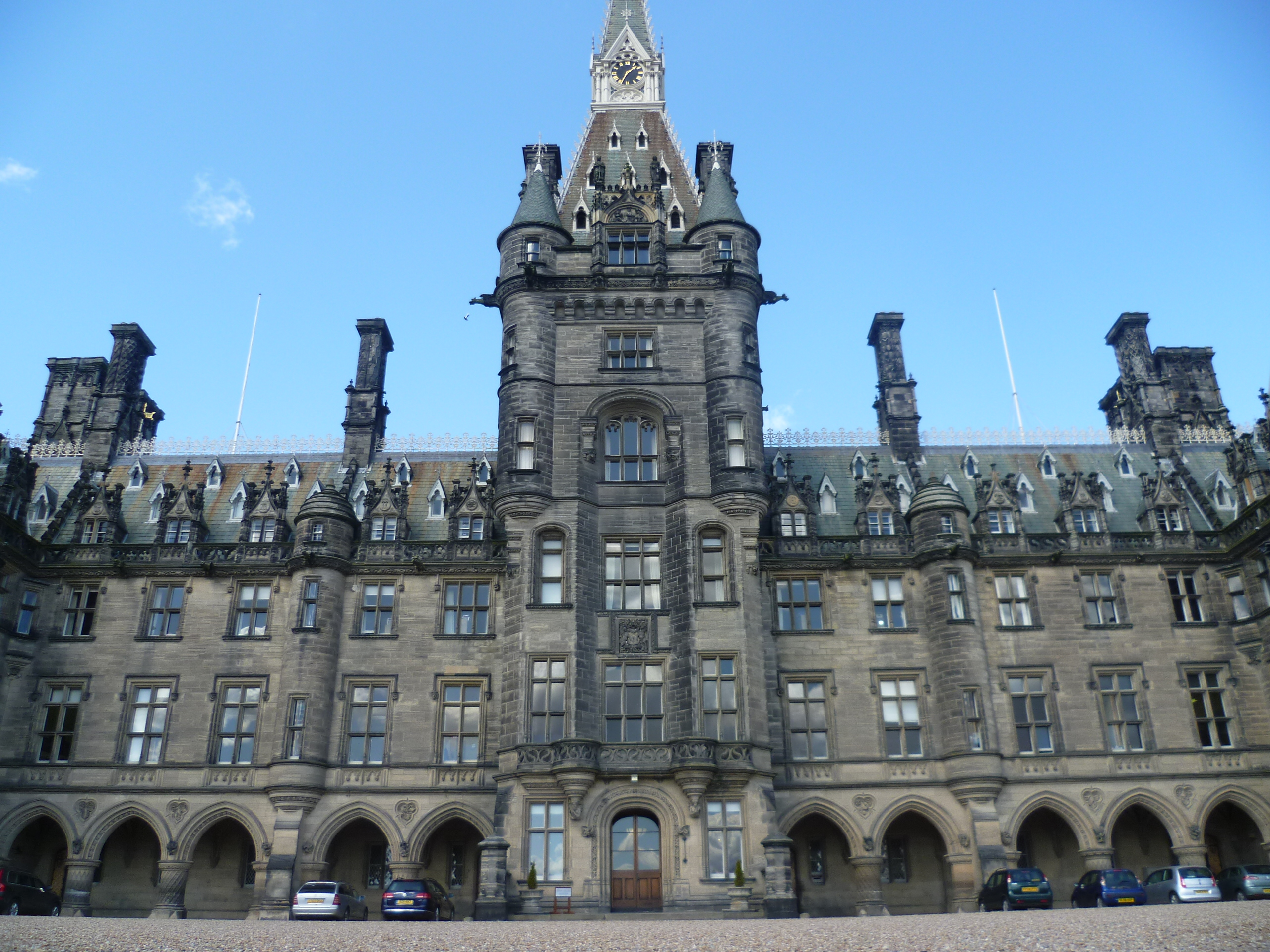
Fettes College, Édimbourg

En 1815, son fils unique, William Fettes, meurt à l'âge de 27 ans de la typhoïde à Berlin, lors d'une tournée en Europe. Il avait été admis à la Faculté des avocats en 1810, cinq ans auparavant. Sans héritier, Fettes vit jusqu'en mai 1836, mourant trois semaines seulement avant son épouse. Ils sont enterrés ensemble à Canongate Kirkyard sur le Royal Mile.
Fettes prévoit initialement que l'argent de sa succession serve à financer un hôpital plutôt qu'une école, mais il décide plus tard d'en faire une école pour les orphelins et les nécessiteux. Dans son testament, il fait un legs qui conduit à la fondation du Collège Fettes. Son legs à la mémoire de son fils unique, est destiné à la dotation d'une école pour enfants orphelins ou nécessiteux, une tradition qu'elle perpétue encore à travers les programmes de bourses de la Fondation Fettes.
Après sa mort, les administrateurs laissent les investissements s'accumuler pendant plus de 25 ans avant de décider qu'avec 166 000 £, il y a suffisamment de capital pour acquérir le terrain, fonder l'école et financer des bourses. Le bâtiment principal de l'école est conçu par David Bryce, près de 20 ans après la mort de Fettes, et ouvre ses portes en 1870, 34 ans après sa mort. Le Fettes College accueille alors 53 élèves (40 Foundation Scholars, 11 autres internats et deux externes). En 1875, 200 garçons sont inscrits.